# Világbéke
A világbéke az összes nemzet, illetve ember között megvalósult béke, boldogság és szabadság eszménye. A világbéke állapotában a nemzetek erőszakmentesen együttműködnek egymással, akár önszántukból, akár a háborúskodást megakadályozó kormányzati rendszer jóvoltából. A kifejezést néha az egyének közötti ellenségeskedés megszűntére is használják.
A paradox hangzású békeharc a világbéke megvédéséért küzdő társadalmi-politikai mozgalom, tevékenység megnevezése. A szépségkirálynők kedvelt célkitűzéseként is közismert.

## Lehetősége
Bár a világbéke elméletileg lehetségesnek tűnik, egyesek szerint az emberi természet eredendően ellenkezik vele. 
Ez abból az elgondolásból fakad, hogy az emberek természetüknél fogva erőszakosak, illetve bizonyos körülmények között racionális ágensek is az erőszakos cselekvést választhatják.
Mások szerint a háborúskodás nem veleszületett része az emberi természetnek, és éppen ez a mítosz akadályozza meg a világbéke elérését.

## Világbéke-elméletek
Több elmélet létezik a világbéke elérésével kapcsolatban, ezek közül néhány alább olvasható.
A világbéke egyik feltétele lehet, hogy megszűnjön a természeti erőforrásokért való versengés. Például a kőolaj is egy ilyen erőforrás, aminek a szűkössége miatti konfliktusok közismertek. Így a megújuló energiaforrások kifejlesztése áttételesen a világbékére is hatással lehet.

### Új elmélet törvényi háttérrel
A világbéke megoldását Ladislaus F. Savium új rendszer segítségével határozza meg könyvében - "A világbéke megoldása". Állítja, nem az emberi természet a felelős a háborúkért, az ok a (honvédelmi) törvények szándékos vagy véletlen hiányosságaiban keresendő, melyek nem büntetik a politikai személyeket háborúk indítása esetén. (Ezért indíthatott háborút Hitler is.) Új törvényt alkotott, ami kiküszöböli ezt az ellentmondást, ezáltal már lehetségessé válik a katonai támadások visszaszorítása és a világbéke.

### Politikai ideológiák
A világbéke elérése egyesek szerint valamely politikai ideológia szükségszerű következménye. Az egykori amerikai elnök, George W. Bush szerint: „A demokrácia haladása hozza el a világbékét.” Lev Trockij marxista politikus-ideológus úgy vélte, a világforradalom fog elvezetni a kommunista világbékéhez.

#### A demokratikus béke elmélete
A vitatott demokratikus béke elméletének szószólói azt állítják, hogy erős empirikus bizonyítékaink vannak arra, hogy a demokráciák nem, vagy csak nagyon ritkán háborúznak egymással. (az egyedüli kivételek a tőkehalháború (Cod Wars), a Turbot War és az Operation Fork) Jack Levy 1988-ban azt a gyakran idézett megjegyzést tette, hogy még a demokratikus béke elmélete az, „ami a legközelebb áll egy nemzetközi kapcsolatokat leíró empirikus törvényhez”.
Az ipari forradalom óta növekvő számú ország vált demokratikussá. Így a világbéke lehetségessé válhat, ha ez a trend folytatódik, és a demokratikus béke elmélete korrekt.
Számos kivétel létezhet azonban az elmélet alól: demokráciák közötti háborúk listája.

## Fordítás
- Ez a szócikk részben vagy egészben a World peace című angol Wikipédia-szócikk ezen változatának fordításán alapul.  Az eredeti cikk szerkesztőit annak laptörténete sorolja fel. Ez a jelzés csupán a megfogalmazás eredetét és a szerzői jogokat jelzi, nem szolgál a cikkben szereplő információk forrásmegjelöléseként.